# معاهدة تلاتيلولكو

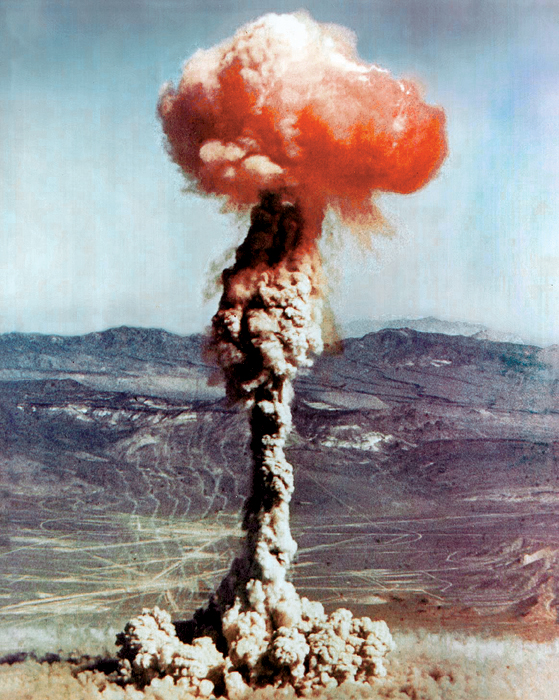

معاهدة حظر الأسلحة النووية في أمريكا اللاتينية ومنطقة البحر الكاريبي المعروفة بـ معاهدة تلاتيلولكو أبرمت في شباط 1967، وكانت أول معاهدة من نوعها تغطي منطقة مأهولة بالسكان في العالم وتهدف إلى جعل منطقة أمريكا اللاتينية خالية من السلاح النووي.
عمل الدبلوماسي المكسيكي الفونسو غارثيا روبليس على نشر وتطبيق المعاهدة، ونال بها جائزة نوبل للسلام.